# ۲۸ فروردین
۲۸ فروردین/حمل بیست و هشتمین روز از سال در گاه‌شماری خورشیدی است. به پایان سال ۳۳۷ روز (۳۳۸ روز در سال کبیسه) مانده‌است.

## رویدادها
- ۱۳۴۶ - نمایش تلویزیونی عروسکها، نخستین کارِ بهرام بیضایی، نخستین بار از تلویزیون ملی ایران پخش شد
- ۱۳۸۰ - ثبت رسمی میدان باغ کرمان به عنوان یکی از آثار ملی ایران
- ۱۳۸۵ - موزه هنرهای معاصر فلسطین به شکل موقت شروع به کار کرد
- ۱۳۹۳ - پنج‌شنبه سیاه اوین
- ۱۳۹۷ - حادثه ۲۸ فروردین ۱۳۹۷ فروند بالگرد

## زادروزها
- ۱۳۱۳ - ایرج قادری، کارگردان، فیلمنامه‌نویس و بازیگر
- ۱۳۴۸ - حمید فرخ‌نژاد، بازیگر
- ۱۳۴۹ - اکبر منتجبی، روزنامه‌نگار
- ۱۳۵۶ - لیلا صادقی، نویسنده
- ۱۳۷۳ - سیامک نعمتی، بازیکن فوتبال
- ۱۳۷۳ - احسان علوان‌زاده، بازیکن فوتبال

## درگذشت‌ها
- ۱۳۵۷. اکبر خیبر، عضو کمیته مرکزی حزب دموکراتیک خلق افغانستان.
- ۱۳۸۱ - سعید حنایی ، قاتل سریالی
- ۱۳۹۳ - خسرو جهانبانی ، داماد محمدرضا شاه و شوهر شهناز پهلوی
- ۱۳۹۴ - اصغر ایمانیان ، نظامی و خلبان ایرانی
- ۱۳۹۷ – غلامحسین صدری‌افشار، فرهنگ‌نویس، مترجم، نویسنده، و پژوهشگر (زادهٔ ۱۳۱۳)
- ۱۴۰۲ - سهراب مرزبان ، نقاش و طراح گرافیک